# 幻夢戦記レダ
『幻夢戦記レダ』（げんむせんきレダ / 英：Leda: The Fantastic Adventure of Yohko）は、1985年3月1日に発売されたOVA作品であり、当時の日本のアニメとしては珍しいヒロイック・ファンタジーになっている。
発売した1985年に3万本以上を売ったヒット作品となり、さらに同年12月21日には『吸血鬼ハンター"D"』との併映で劇場公開もされた。

## ストーリー
17歳のごく普通な女子高校生の朝霧陽子には、一途に憧れ続けている男子がいた。陽子は想いを告げられぬままの1年5か月に決着を付けるべく、自らの想いを込めたピアノ曲を完成させてカセットテープに録音すると、ヘッドホンステレオでそれを聴きながら、いつもすれ違うだけだった並木道で彼に声を掛けようとするが、結局声を掛けられないないまますれ違い、肩を落とす。すると次の瞬間、陽子は突然異様な空間へ飛ばされてしまう。
そこは異次元世界「アシャンティ」で、陽子は「レダのハート」を狙う総統のゼルによって引き込まれたのだった。見知らぬ生き物が徘徊する森の中、陽子は世界を旅する犬のリンガムと出会い、自分が異世界へ来たことを知る。もとの世界へ帰りたいと願う陽子は、蜃気楼に見えている世界が自身の世界である事やリンガムの推測もあり自作の曲が帰るためのカギであることに気付くが、いきなり襲いかかってきたゼルの兵士たちによってヘッドホンステレオを奪われ、命まで狙われる。
追い詰められてしまった陽子は、巨大な花の中で鎧をまとった素肌の露な戦士へと変貌する。別人のような身のこなしで剣を振るって機械兵を倒したうえ、逃走する兵士たちをステードで猛追するが、ヘッドホンステレオを取り返すことはできなかった。ステードを失った陽子は、巨大ロボットで偵察ユニットと戦う「レダの巫女」のヨニと出会う。
ヨニからこの世界の成り立ちやゼルの野望を知らされ、さらに自らこそが世界を救う「レダの戦士」であると告げられた陽子は戸惑いながらも、あの曲がレダによって送られたレダのハートそのものであり、ゼルの野望が「ノア」と呼ばれる自らの世界の征服であることを知って戦う決意を固め、神殿の地下に眠る「レダの翼」を覚醒させる。
一方、レダのハートを入手したものの制御しきれず苛立ちを深めていたゼルは、陽子発見の報告を受けて彼女を利用しようと企む。

## 登場人物
朝霧 陽子（あさぎり ようこ）
声 - 鶴ひろみ
普通の女子高校生で、本作の主人公。17歳。異世界アシャンティに迷い込み、かつてその地を支配していた女神・レダの力を受け継ぐ「レダの戦士」として戦う。
リンガム
声 - 富山敬
人語を話す放浪の学者犬。曰く「全てを観、全てを聴き、全てを知るために旅をして」おり、親切をモットーとしている。宙に浮くことができる。陽子がレダの戦士に変身するのを目撃し、アシャンティの行く末を見届けるべく行動を共にする。なお、「リンガム」 (Lingham) とは、ヒンドゥー教における男性器の象徴。
ヨニ
声 - 坂本千夏
レダの巫女の生き残り。外見は幼い少女だが、実年齢は謎。レダの戦士の出現をひたすら待望し、ただひとり巨大ロボットに乗ってゼルの手下と戦い続けていた。なお、「ヨニ」 (Yoni) とは、ヒンドゥー教における女性器の象徴。
小説版では「大人」と設定されており、言動もお色気お姉さま系のものとなっている。ただし、陽子を助ける部分は変わらず。
ゼル
声 - 池田秀一
冷徹な美青年で、アシャンティの総統。元はレダ教徒であったが、レダなき後荒廃したアシャンティに見切りをつけ、陽子たちの世界ノアへ侵出するため、レダ・パワーを探し求めている。ターバンに装着した大きな眼のような宝石で、他者の精神を支配をする能力を持つ。
チザム
声 - 辻村真人
小心者の小男で、ゼルの側近。ゼルに従いながらも、内心ではレダの戦士の伝説を恐れている。
兵士A、B
声 - 戸谷公次、塩屋浩三
ゼルの（人間の）手下たち。レダのハートを陽子から奪った。
機械兵、ユニット
カエル兵、偵察ユニット、攻撃ユニットなど。陽子やヨニが倒した相手は全て、この機械兵、ユニットである。
オムカ
声 - 渡辺菜生子
ガルバに入った陽子たちを出迎えたロボット。
A君
陽子の想い人で、同じ高校のサッカー部員。学年や名前は明かされておらず（陽子も「あなた」と呼んでいる）、顔（目）も髪に隠れていて見えない。また、作中の台詞は全てゼルによる幻影であり、本物の彼が話すシーンはない。
ライアン
小説版にのみ登場するアシャンティの住民。カンガルーのような外見をしている。

## 用語
ノア
陽子のいた世界。アシャンティの未来を見限ったゼルが我が物にするべく画策したため、アシャンティに蜃気楼として見えている。ノアへの移動には、時空を越えるためのレダ・パワーと、それを制御するためのレダのハートが必要。
アシャンティ
作品の舞台となる世界。かつて、女神レダによって統治されノアともつながっていたが、レダが伝説の存在となった今では荒廃してしまっている。太陽が2つ存在するなど、ノアとは星系からして異なる様子。
レダ
アシャンティの伝説では「女神」とされているが、その正体は未だ謎に包まれている。唯一、次元の間にある膨大なエネルギー（レダ・パワー）を自在に操ることができた存在であったが、争いの絶えないアシャンティに絶望し、ノアを封印したと伝えられている。
なお、小説版ではレダの力は一種の超能力と描写されている。
レダのハート
レダ・パワーを制御する役割を持つ、音の組合せ。操ることができるのは、レダの戦士のみとされる。陽子の作曲したピアノ曲が、それに一致した。
レダの戦士
守護者としてレダによって選ばれた者。アシャンティの伝説では、「レダ・パワーを悪しき行いに利用しようとする者が現れたとき、異世界ノアより現れ、その行いを阻む」と伝えられている。
レダの巫女
レダ教徒の中でも、神殿の秘密や仕掛けのことを教えられているなど、特別な地位にある者たち。レダの力を悪用しようとする者から、レダ・パワーを守る役目を担わされている。ヨニもその一人。ゼルの反乱により、その多くは殺害された様子。
レダ教徒
失われた女神・レダの力を、再びアシャンティに取り戻そうと行動する者たち。ゼルの反乱により、その多くは殺害された様子。
レダの翼、レダの鎧
レダの戦士が操る可変メカ。双発エンジンの戦闘機形態（翼）と、ロボット形態（鎧）を持つ。鎧は全高約10m。
ロボット形態（レダの鎧）には初期設定ではマシンガンがあったが、本編ではカットされている。
浮遊城ガルバ
卵形の空中都市要塞で、ゼルの牙城。多数の浮遊監視塔を従える。もとはレダ・パワーを高める能力を持った古代遺跡で、レダ教徒による復活途上、ゼルとその一味により奪取・改造された。
ステード
ゼルの手下が使用するエアバイク。浮遊状態で推進ノズルから噴射して疾走するほか、格納式の着陸脚で歩行も可能。機銃を装備している。
巨人
ヨニが操縦する巨大ロボットで、全高は100m以上ある。コクピットは小型飛行ポッドになっており、緊急時には脱出できる。名前と武器は無い。戦闘は格闘戦を行う。乗り降りには縄梯子を使用する。
小説版では「ラバースター」という名前や、アニメ版には無かった「冷凍波を放つことができる」という設定がある。また、動力はゼンマイ仕掛け、ブリキで出来ているとされている。
ロダン
小説版にのみ登場する、ゼルの最強自律兵器。怪鳥を思わせる外観。工場を内蔵しており、敵対する相手を解析して有効な兵器を製造する能力を持っている。

## スタッフ
- 原案 - カナメプロダクション
- 監督 - 湯山邦彦
- 脚本 - 武上純希、湯山邦彦
- キャラクターデザイン・作画監督 - いのまたむつみ
- アニメーションコーディネーター - 影山楙倫、小原渉平
- メカニックデザイン・イメージ設定 - 豊増隆寛
- 美術監督 - 下川忠海
- 撮影監督 - 杉村重郎
- 音楽 - 鷺巣詩郎
- 音響監督 - 松浦典良
- メインアニメーター - いのまたむつみ、影山楙倫、林隆文、毛利和昭、土器手司、田村英樹、上妻晋作、伊藤コウジ、合田浩章、村中博美、豊増隆寛、小原渉平
- プロデューサー - 長尾聡浩
- 製作 - 東宝、カナメプロダクション

## 主題歌・挿入歌
エンディングテーマ「風とブーケのセレナーデ」
作詞 - 岩里祐穂 / 作曲 - 馬飼野康二 / 編曲 - 鷺巣詩郎 / 歌 - 秋本理央
挿入歌「一人ぼっちのドリーマー」
作詞 - 佐藤ありす / 作曲 - 馬飼野康二 / 編曲 - 鷺巣詩郎 / 歌 - 秋本理央
挿入歌「行方不明のハートたち」
作詞 - 佐藤ありす / 作曲・編曲 - 鷺巣詩郎 / 歌 - 秋本理央

## 関連商品
アニメショップで販売しているような小物類は除く。

### ソフト
- VHS（1985年3月）　※北米版VHSは1997年に発売[1]
- ベータマックス
- レーザーディスク（1985年9月）
- VHD
- DVD（2001年9月）[7]
- 4KリマスターBlu-ray BOX（2019年6月）
  - 35mmネガからスキャンして修復・補間を施した4Kリマスター版。2019年3月1日に第一報が報じられ[8]、特設サイト[9]やTwitter[10]が開設された後、同年6月19日に発売された。

### ノベライズ
- 講談社X文庫 幻夢戦記レダ（1985年5月） ISBN 4061900293　※菊地秀行による小説[11]

### イラスト集
- 講談社 コミックボンボンスペシャル 幻夢戦記レダ（1985年4月） ISBN 4061023047 ※文章：菊地秀行
- 近代映画社 ジ・アニメ増刊 幻夢戦記レダ イラスト&原画集
- ムービック 幻夢戦記レダ 原画集
- 東宝 幻夢戦記レダ ストーリーアルバム（1985年）[12]

### レコード
- キングレコード 幻夢戦記レダ 風とブーケのセレナーデ
- キングレコード 幻夢戦記レダ 音楽集[13]
- キングレコード 幻夢戦記レダ ドラマ編[14]
- キングレコード 幻夢戦記レダII イメージ・シングル 夢の迷路（1985年12月）[15]
- キングレコード 幻夢戦記レダII イメージ・アルバム[16]

### CD
- キングレコード 幻夢戦記レダ スペシャルセレクション（1987年）[17]　※再発売盤は1993年に発売[18][19]

### フィギュア
- 日東科学 1/12朝霧陽子&1/20ステード（1985年）　※プラモデル
- ツクダホビー 1/6朝霧陽子　※プラモデルに近い未完成フィギュア
- ツクダホビー 1/12朝霧陽子　※プラモデルに近い未完成フィギュア
- グリフォンエンタープライズ 1/7朝霧陽子（2012年）　※塗装済み完成品PVCフィギュア[20]
- 幻夢戦記レダ 朝霧陽子 1/7 スケールフィギュア ※塗装済み完成品PVC・ABSフィギュア（台座付き）[21]
  - 前述の4KリマスターBlu-ray BOXの発売を記念し、2019年6月19日にTOHO animation STORE 限定商品として完全数量限定生産で発売が開始されたほか、同年6月30日まで渋谷マルイにて開催された「幻夢戦記レダ展」では彩色原型が展示された[22]。

## 幻夢戦記レダII
本作のヒットを受け、第2弾『幻夢戦記レダII』の制作が予定されていた。東宝・キングレコード共に制作には前向きで、東宝は「'86年（1986年）夏劇場公開決定」との告知を添えた主題歌「夢の迷路」のイメージ・シングルやイメージ・アルバムを先行発売する形で音源を発表していた。
しかし、諸般の事情により実現せず、幻の作品となった。